# 암브로시아

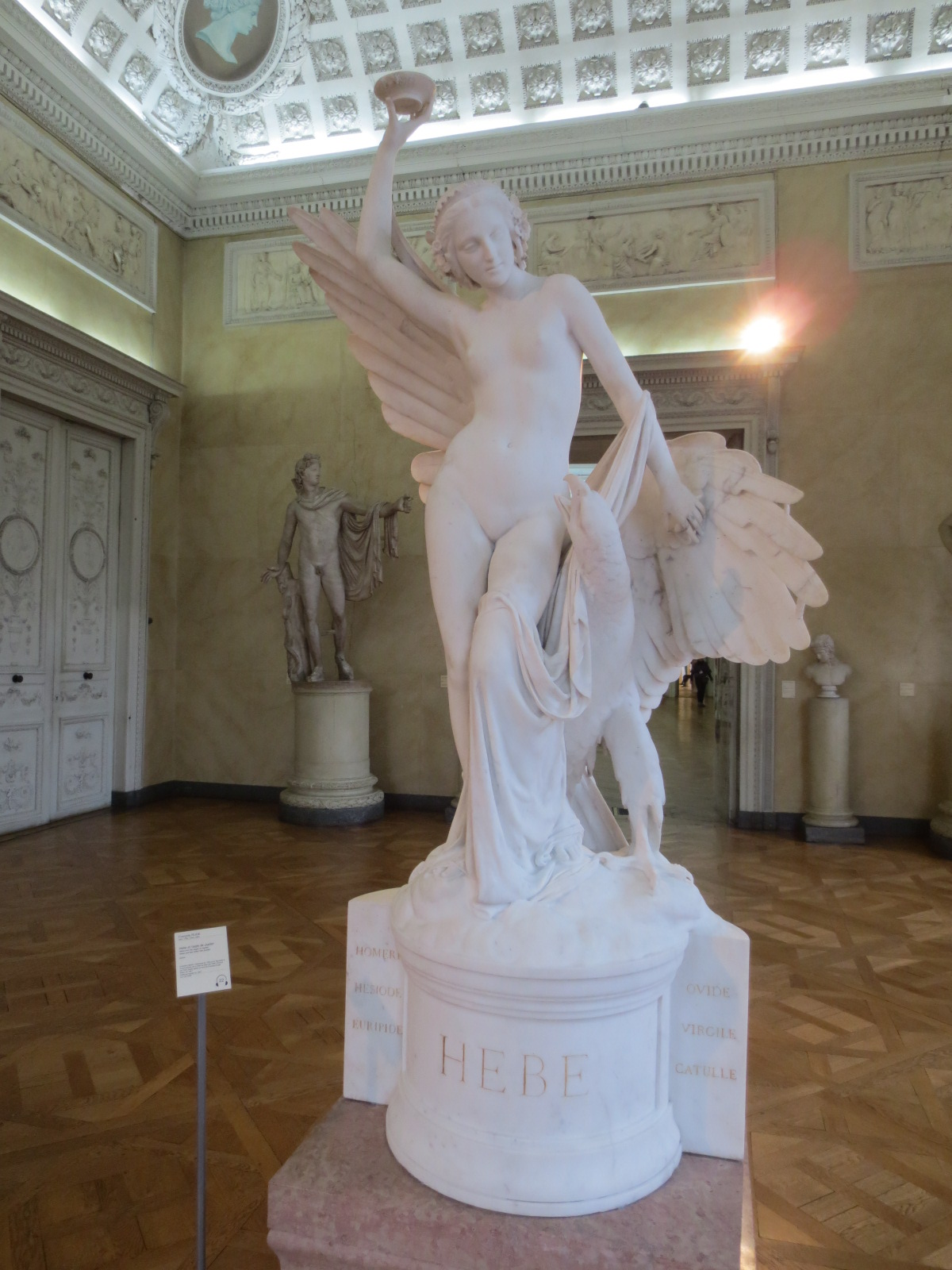

암브로시아(그리스어: ἀμβροσία)는 그리스 신화에서 신들이 먹는 음식, 또는 음료로, 먹는 사람은 누구든지 늙지 않는 불멸의 능력을 가질 수 있게 된다. 올림포스 산에서 비둘기가 신들에게 가져다 주며, 호메로스 전통에서는 이것을 대지의 신성한 증기라고도 생각했다.

## 같이 보기
- 엘릭서
- 이둔
- 만나
- 실피움
- 소마 (음료)